# Zombi 3
Zombi 3 (también conocido como Zombie Flesh Eaters 2 en el Reino Unido) es una continuación de Zombi 2 de 1988, en sí una secuela no oficial de Dawn of the dead de 1978 (lanzada en Italia como Zombi). Más allá de su título, Zombie 3 tiene poca o ninguna relación con los personajes o tramas de Zombi, Zombi 2 o de hecho ninguna de las película de Zombi posteriores. Su única similitud es importante porque se trata de otra película de terror de zombis. Fue dirigida por Lucio Fulci, pero se retiró por problemas de salud y fue reemplazado por Bruno Mattei. Debido a la diferente dirección es una película mucho menos venerada que su predecesora fue, en general, aclamada solo por ser "tan malo que es bueno". La película tiene un tema de apertura que se asemeja en gran medida al tema de Return of the Living Dead.

## Argumento
Un grupo de científicos están trabajando en un suero llamado Muerte Uno, que reanima a los muertos. Cuando el Dr. Alan Holder (Robert Marius) y su asistente Norma experimenta en un cadáver humano, el cuerpo se convierte en un zombi, lo que provoca que el Dr. Holder renuncie al proyecto.

## Reparto
- Deran Sarafian como Kenny.
- Beatrice Ring como Patricia.
- Ottaviano Dell'acqua como Roger (acreditado como "Richard Raymond").
- Massimo Vanni como Bo (acreditado como "Alex McBride").
- Russel Case como Bo (voice) (no acreditado).
- Ulli Reinthaler como Nancy.
- Marina Loi como Carol.
- Deborah Bergamini como Lia.
- Mari Catotiengo como Suzanna (no acreditada).